# Erythroxylum amazonicum
Erythroxylum amazonicum es una especie de planta fanerógama perteneciente a la familia Erythroxylaceae. Se distribuye en Brasil, Colombia, Panamá y Perú.

## Taxonomía
Erythroxylum amazonicum fue descrita por el botánico austríaco Johann Joseph Peyritsch y la descripción publicada en Flora Brasiliensis 12(1): 167–168 en 1878.